# Departamento Junín (Mendoza)
El departamento Junín forma parte de la provincia de Mendoza, Argentina. 
Se ubica al este de Mendoza Capital, tiene una superficie de 263 km² y una población de 37 859 habitantes según censo 2010. 
Limita al norte y este con San Martín; al noroeste con Maipú; al oeste con Luján de Cuyo y al sur con Rivadavia.
Sus principales actividades son el cultivo de vid, olivo, frutales y verduras, así como la avícola. En cuanto a sus industrias, se destacan la vitivinicultura y la olivicultura. Junín cuenta con aproximadamente el 90 % de su territorio cultivado.
Su Santa Patrona es la Virgen del Rosario.

## Toponimia
El nombre del departamento recuerda la Batalla de Junín, librada el 6 de agosto de 1824, en las Pampas de Junín en el valle del Mantaro, en el centro del Perú.
Su nombre proviene del quechua "junish" o "sunin" que significa "territorio llano" o "llanura".

## Historia
A mediados del siglo  XVI fue fundada la ciudad de Mendoza por españoles procedentes de Chile al mando del capitán Pedro del Castillo y trasladada en 1562 por Juan Jufré de Loayza y Montesa, quien procedió al reparto de tierras en el territorio circundante en encomienda. El capitán Pedro Moyano y Cornejo estableció su encomienda hacia el este del que hoy conocemos como río Mendoza. Se conocía como "encomienda" al poder que la Corona española otorgaba para administrar tierras y disponer de los pobladores que en ellas hubiera; nombre que por extensión se aplicó también al lugar ocupado con ese fin.
Las regiones asumidas por el militar citado eran llamadas por los indígenas Tumbra y Uyata; conociéndoselas a partir de entonces con el nombre de "Rodeos de Moyano". De acuerdo a las crónicas de la época, la ocupación de los territorios se facilitó por la mansedumbre de los nativos huarpes.
El historiador Juan Isidro Maza afirma, en su libro "Toponimia, tradiciones y leyendas mendocinas", que el territorio en cuestión comprendía aproximadamente los actuales departamentos de Junín y Rivadavia. Agrega que la sede de la encomienda fue el hoy distrito rivadaviense La Reducción, en tierras que ocupaba el cacique Pallamay.
Volviendo a Junín, una fecha significativa para su historia fue el año 1721, cuando tomaron posesión de los Rodeos los capitanes Juan y Francisco de Corvalán y Castilla; pasando a asentarse allí una posta algunas décadas después. Alrededor de la misma se originaría la actual ciudad cabecera departamental. La institución de Junín como departamento data del 18 de enero de 1859, siendo gobernador provincial el general Juan Cornelio Moyano. El decreto respectivo determinaba que el departamento San Martín sería dividido en dos, conservando uno de ellos su nombre y recibiendo el restante el de Junín, en recordación de la batalla librada por Simón Bolívar en los Llanos de Junín (Perú), contra los españoles, el 6 de agosto de 1824.
La superficie inicial fue mucho mayor que la que hoy posee, dado que abarcaba también un gran territorio que luego pertenecería a Rivadavia y Santa Rosa al crearse éstos el 19 de marzo de 1884. Recién entonces pasó Junín a poseer un mapa similar al actual, cuya extensión es de 274 kilómetros cuadrados, lo que constituye sólo el 0,18% del total provincial.

## Población
Según el censo del INDEC en 2010 la población arrojó un resultado de 37 859 habitantes.
Para el censo 2022 el departamento registró 46 604 habitantes; lo que representó un aumento en la cantidad de personas del 23,1% mayor que el crecimiento poblacional provinciala situado en 17,5%.

## Turismo
Considerado el Jardín de Mendoza, esta pequeña ciudad aún mantiene su ritmo puebleril, conservando los “buenos días” a cada paso, su ritmo tranquilo y la cordialidad de su gente. Es un departamento que no detiene su crecimiento y emerge como un oasis en el Este mendocino. Su principal característica es que posee el 93% de su superficie cultivada y productiva.
Cuenta con incomparables lugares, caminos, senderos y paisajes rurales que unen a cada distrito y los comunica con la ciudad capital, que está a solo 50 km de distancia.
Solar Histórico Molino Orfila: es importante por su interés histórico y religioso. Se encuentra allí uno de los santuarios provinciales en honor de san Cayetano. Durante el gobierno del general José de San Martín, se envió a construir el molino en 1818, siendo el primero de la zona. Se pueden encontrar, entre otras cosas, elementos de molienda de la época, como así también, La Acequia de la Patria, mandada construir por el general San Martín para regar los viñedos de la zona.
Está ubicado en la llamada Villa Orfila, dentro de una gran propiedad vitivinícola a 8 km de Los Barriales. Se trata de una amplia casona de construcción de adobes y techos de caña y barro, con galerías externas e internas y un gran patio central. Posee ventanas con balcones y rejas de hierro; carpintería de madera; paredes de las habitaciones sin pintura; pisos de baldosas criollas y otros detalles de época colonial. En distintas salas que componen el edificio existe un museo familiar, con fotografías, documentos, libros y elementos de la antigua bodega. También hay una sala de ventas de la empresa que consiste en un stand francés reciclado, donde se efectúan recepciones y agasajos a invitados especiales.

## Gobierno

### Intendentes desde 1983
| Intendente       | Periodo                                           | Partido |
| ---------------- | ------------------------------------------------- | ------- |
| Juan Marcovich   | 10 de diciembre de 1983 - 1986                    | UCR     |
| José Mashad      | 1986 - 10 de diciembre de 1987                    | UCR     |
| Dante Pellegrini | 10 de diciembre de 1987 - 10 de diciembre de 1991 | PJ      |
| Dante Pellegrini | 10 de diciembre de 1991 - 10 de diciembre de 1995 | PJ      |
| Dante Pellegrini | 10 de diciembre de 1995 - 10 de diciembre de 1999 | PJ      |
| Dante Pellegrini | 10 de diciembre de 1999 - 10 de diciembre de 2003 | PJ      |
| Mario Abed       | 10 de diciembre de 2003 - 10 de diciembre de 2007 | UCR     |
| Mario Abed       | 10 de diciembre de 2007 - 10 de diciembre de 2011 | UCR     |
| Mario Abed       | 10 de diciembre de 2011 - 10 de diciembre de 2015 | UCR     |
| Mario Abed       | 10 de diciembre de 2015 - 10 de diciembre de 2019 | UCR     |
| Héctor Ruiz      | 10 de diciembre de 2019 - 10 de diciembre de 2023 | UCR     |
| Mario Abed       | 10 de diciembre de 2023-presente                  | UCR     |

## Sismicidad
La sismicidad del área de Cuyo (centro oeste de Argentina) es frecuente y de intensidad baja, y un silencio sísmico de terremotos medios a graves cada 20 años.

### Prevención de la Defensa Civil municipal
Sismo de 1861aunque dicha actividad geológica catastrófica, ocurre desde épocas prehistóricas, el terremoto del 20 de marzo de 1861 (164 años) señaló un hito importante dentro de la historia de eventos sísmicos argentinos ya que fue el más fuerte registrado y documentado en el país. A partir del mismo la política de los sucesivos gobiernos mendocinos y municipales han ido extremando cuidados y restringiendo los códigos de construcción. Y con el terremoto de San Juan de 1944 del 15 de enero de 1944 (81 años) el gobierno sanjuanino tomó estado de la enorme gravedad sísmica de la región.
Sismo del sur de Mendoza de 1929muy grave, y al no haber desarrollado ninguna medida preventiva, mató a 30 habitantes
Sismo de 1985fue otro episodio grave, de 9 segundos de duración, llegó a derrumbar el viejo Hospital del Carmen (Godoy Cruz).